# Willem Roelof Oege Goslings

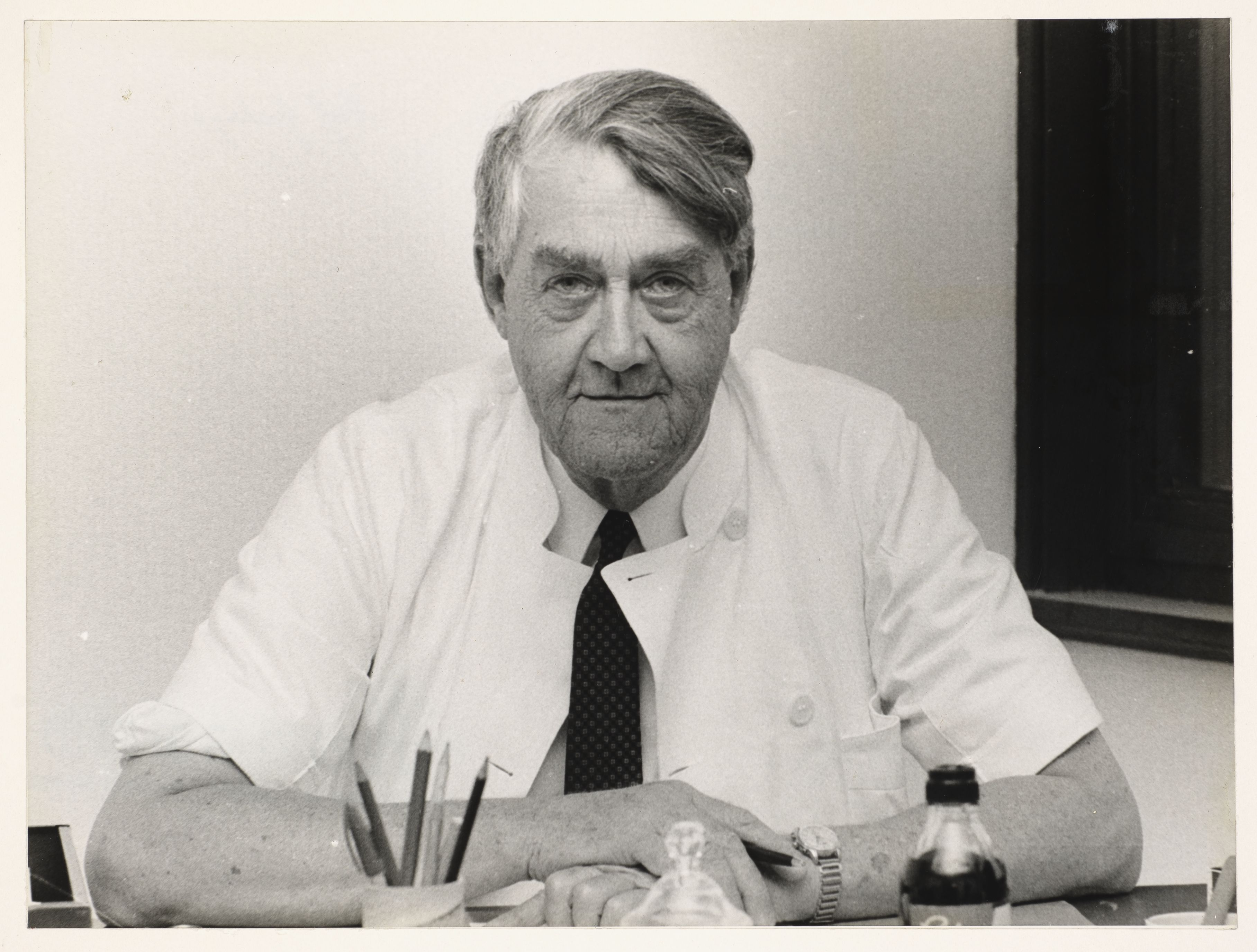
Willem Goslings

Willem Roelof Oege Goslings (* 4. Juli 1907 in Muntok, Niederländisch-Indien; † 9. April 1985 in Dalfsen) war ein niederländischer Mediziner.

## Leben
Willem Roelof Oege war ein Sohn des Offiziers Bernardus Marius Goslings (* 12. September 1865 in Dokkum; † 27. Januar 1945 in Leiden) und dessen Frau Elisabeth Rosalie Frederika Wessels (* 23. Oktober 1878 in Batavia; † 17. September 1938 in Amsterdam). Er war somit Bruder von Johan Goslings. Seine Studien absolvierte er unter anderem an der Universität von Amsterdam, wo er am 1. Juli 1931 sein Arztexamen absolvierte. Danach war er bis zum 31. Dezember 1933 Assistent in der Abteilung für tropische Pathologie und Bakteriologie des Instituts für Tropische Medizin in Amsterdam. Während dieser Zeit promovierte er am 7. November 1933 unter Emilius Paulus Snijders (* 24. Oktober 1884 in Amsterdam; † 25. März 1958 ebd.) mit der Arbeit Onderzoekingen over de bacteriologie en de epidemiologie van het Scleroma Respiratorium (deutsch: Untersuchungen zur Bakteriologie und Epidemiologie der Scleroma Respiratorium).
Am 1. Januar 1934 wechselte er als medizinischer Assistent an das Geertruiden Krankenhaus in Deventer und ging am 1. Mai 1935 nach Sumatra Utara, wo er als Chefarzt am Catharina-Hospital in Kisaran wirkte. Hier wurde er während des Zweiten Weltkrieges von den Japanern inhaftiert und kehrte 1946 in die Niederlande zurück. In den Niederlanden erhielt er im Dezember 1947 eine Hauptassistentenstelle bei dem Professor für Innere Medizin Jacob Mulder (* 5. Mai 1901 in Steenderen; † 1. Oktober 1965 in Leiden) am Akademischen Krankenhaus in Leiden, wo er ab 1948 als Internist wirkte. Ab April 1949 wirkte er wieder als Chefarzt in Kisaran und 1951 als Hauptmitarbeiter bei Mulder in Leiden. Am 18. Oktober 1956 wurde Goslings zum Dozenten für Infektionskrankheiten und antimikrobakterielle Therapie berufen, welche Aufgabe er am 1. Januar 1957 antrat und am 21. Mai 1957 seine Einführungsrede Enkele beschouwingen over verleden, heden en toekomst der infectieziekten (deutsch: Einige Ansichten über die Vergangenheit, Gegenwart und Zukunft von Infektionskrankheiten) hielt.
Am 21. März 1961 erhielt er eine Berufung als außerordentlicher Professor für mikrobielle Krankheiten und Antibiotika, welche Stellung er am 26. Januar 1962 mit der Rede De kleine plagen van alle dag (deutsch: Die kleinen Schädlinge des Alltags) übernahm. Am 21. August 1965 wurde er ordentlicher Professor der inneren Medizin, wobei er sich als erster niederländischer Professor vor allem den Infektionskrankheiten widmete. Im Akademiejahr 1971/72 wählte man ihn zum Rektor der Alma Mater, wozu er am 8. März 1972, zum 397. Jahrestag der Hochschule, die Rektoratsrede Antibiotica en chemotherapeutica (deutsch: Antibiotika und Chemotherapie) vortrug. Am 17. Dezember 1973 wurde er aus seiner Professur emeritiert und hielt am 29. März 1974 seine Abschiedsvorlesung mit dem Thema Quo Vadis?. Danach zog er mit seiner Frau nach Dalfsen, wo er seine letzten Lebensjahre verbrachte. 1974 wurde er Ritter des Ordens vom niederländischen Löwen, am 25. Juni 1976 ernannte man ihn medizinischen Ehrendoktor der University of Edinburgh und 1983 initiierte die Niederländische Vereinigung für Infektionskrankheiten und Gist Brocades einen Preis, welcher seinen Namen trägt.

## Familie
Goslings verheiratete sich am 20. März 1934 in Amsterdam mit Sjoukje Bruinwold Riedel (* 14. Mai 1908 in Amsterdam; † 10. November 2003 in Heino), die Tochter des Jan Bruinwold Riedel (* 3. August 1876 in Oldenholtpade; † 30. August 1944 in Den Haag) und dessen erster Frau Dorothea Sutherland (* 3. April 1879 in Haarlem; † 11. November 1962 in Oogstgeest). Aus der Ehe stammen drei Töchter und zwei Söhne, wovon eine Tochter gleich nach der Geburt verstarb. Von den Kindern kennt man:
- Elisabeth Goslings (* 6. Dezember 1935 in Kisaran)[4]
- Willem Roelof Oege Goslings (* 4. Oktober 1937 in Kisaran)[5]
- Dorothea Goslings († 31. Dezember 1940 in Kisaran)[6]
- Maarten Goslings verheiratet am 10. Mai 1974 in Amsterdam mit Marleen van Hilten[7]
- Ariëtte Goslings (* 22. November 1946 in Noordwijk aan Zee)[8] verheiratet am 15. Juni 1974 mit Arzt in Glesborg Jens Michael Busck (* 29. November 1943 in Kopenhagen)[9]

## Werke (Auswahl)
- Onderzoekingen over de bacteriologie en de epidemiologie van het scleroma respiratorium. Amsterdam 1933
- Vorderingen der geneeskunst, 1949–1952. Leiden 1953
- Antibiotica cursus. Leiden 1955
- Enkele voordrachten over antibiotische therapie. Leiden 1956
- Enkele beschouwingen over verleden, heden en toekomst der infectieziekten. Leiden 1957
- De kleine plagen van alle dag. Leiden 1962
- Het nieuwe geneesmiddel : ontstaan, gebruik en waarde : verzamelde voordrachten en samenvatting van de paneldiscussie van de twee-daagse cursus 20 en 21 maart 1964. Leiden 1964
- Antimicrobiële therapie. Amsterdam 1966
- Diseases of the gastro-intestinal tract : some diagnostic, therapeutic and fundamental aspects. Leiden 1970
- Advances in penicillin allergy and immunology : proceedings of the symposium Rotterdam. Den Haag 1971
- Antibiotica en chemotherapeutica : geneesmiddelen voor de mens of milieuvervuilers voor micro-organismen? Leiden 1972
- Encephalitis postvaccinalis en andere verwikkelingen ten gevolge van vaccinatie. Den Haag 1972
- Interim-advies inzake inrichting en ligging van opbaargelegenheden : interim advies. Den Haag 1973
- Quo vadis. Leiden 1974

## Weblink
- Goslings im Professorenkatalog der Universität Leiden